# Darstellbarkeit (Kategorientheorie)
Darstellbarkeit ist ein Begriff aus dem mathematischen Teilgebiet der Kategorientheorie. Es beschreibt den Umstand, dass es für gewisse Konstruktionen „klassifizierende Objekte“ gibt.

## Definition
Ein kontravarianter Funktor {\displaystyle F\colon C\to \mathbf {Set} } von einer Kategorie {\displaystyle C} in die Kategorie der Mengen heißt darstellbar, wenn es ein Paar {\displaystyle (X,u)} bestehend aus einem Objekt von {\displaystyle C} und einem Element {\displaystyle u\in F(X)} gibt, so dass
{\displaystyle \mathrm {Hom} _{C}(T,X)\to F(T),\quad f\mapsto F(f)(u)}
für alle Objekte {\displaystyle T} von {\displaystyle C} bijektiv ist. Man schreibt dann auch einfach
{\displaystyle F(T)=\mathrm {Hom} _{C}(T,X).}
Ein kovarianter Funktor {\displaystyle G\colon C\to \mathbf {Set} } heißt darstellbar, wenn es ein analoges Paar {\displaystyle (X,u)} gibt, so dass
{\displaystyle \mathrm {Hom} _{C}(X,T)\to G(T),\quad f\mapsto G(f)(u)}
bijektiv ist.
Weitere Bezeichnungen:
- Für ein Element von {\displaystyle F(T)} heißt der entsprechende Morphismus {\displaystyle T\to X} auch klassifizierender Morphismus.
- {\displaystyle X} heißt darstellendes Objekt, auch wenn durch {\displaystyle X} selbst die natürliche Äquivalenz

{\displaystyle F\cong \mathrm {Hom} _{C}({-},X)} bzw. {\displaystyle G\cong \mathrm {Hom} _{C}(X,{-})}
noch nicht festgelegt ist.
- {\displaystyle u} wird oft universell genannt, weil jedes Element von {\displaystyle F(T)} für irgendein Objekt {\displaystyle T} Bild von {\displaystyle u} unter {\displaystyle F(f)} mit einem geeigneten Morphismus

{\displaystyle f\colon T\to X}
ist. (Analoges gilt im Fall kovarianter Funktoren.)

## Eigenschaften
- Wird ein kontravarianter Funktor {\displaystyle F} wie oben einerseits durch {\displaystyle (X_{1},u_{1})}, andererseits aber auch durch {\displaystyle X_{2},u_{2}} dargestellt, so gibt es genau einen Isomorphismus {\displaystyle i\colon X_{1}\to X_{2}}, für den {\displaystyle F(i)(u_{2})=u_{1}} gilt. Er ist der klassifizierende Morphismus von {\displaystyle u_{1}\in F(X_{1})} bezüglich {\displaystyle (X_{2},u_{2})}.
- Darstellbare Funktoren sind linksexakt, d. h.

{\displaystyle F(\mathrm {colim} \,X_{i})\,=\,\lim F(X_{i})} bzw. {\displaystyle G(\lim X_{i})\,=\,\lim G(X_{i})}.

## Beispiele
- Die Bildung der Potenzmenge {\displaystyle {\mathcal {P}}(T)} einer Menge {\displaystyle T} kann als kontravarianter Funktor {\displaystyle {\mathcal {P}}\colon \mathbf {Set} \to \mathbf {Set} }  betrachtet werden: für eine Abbildung {\displaystyle f\colon T\to S} von Mengen sei die induzierte Abbildung {\displaystyle {\mathcal {P}}(f):{\mathcal {P}}(S)\to {\mathcal {P}}(T)} das Urbild von Teilmengen: {\displaystyle {\mathcal {P}}(f)(U)=f^{-1}(U)}.

Dieser Funktor wird durch das Paar {\displaystyle (\{0,1\},\{1\})} dargestellt, denn ist {\displaystyle T} ein Objekt, das heißt eine Menge, so ist {\displaystyle \mathrm {Hom} (T,\{0,1\})\rightarrow {\mathcal {P}}(T),\,f\mapsto {\mathcal {P}}(f)(\{1\})=f^{-1}(\{1\})} bijektiv. Die klassifizierende Abbildung einer Teilmenge {\displaystyle U\subseteq T} ist also die charakteristische Funktion {\displaystyle \chi _{U}} von {\displaystyle U}, denn {\displaystyle \chi _{U}^{-1}(\{1\})=U}.
- Die folgenden Vergissfunktoren sind darstellbar:

| von                                             | nach   | dargestellt durch                             |
| ----------------------------------------------- | ------ | --------------------------------------------- |
| Abelsche Gruppen                                | Mengen | {\displaystyle (\mathbb {Z} ,1)}              |
| Vektorräume über einem Körper {\displaystyle K} | Mengen | {\displaystyle (K,1)}                         |
| unitäre Ringe                                   | Mengen | {\displaystyle (\mathbb {Z} [T],T)}           |
| Topologische Räume                              | Mengen | {\displaystyle (*,*)} (ein einpunktiger Raum) |
- Ein Beispiel aus der kommutativen Algebra bilden die Kähler-Differentiale mit der universellen Derivation.
- Die Fundamentalgruppe eines punktierten topologischen Raumes ist per definitionem ein darstellbarer Funktor auf der Kategorie der punktierten topologischen Räume mit den Homotopieklassen punktierter Abbildungen als Morphismen:

{\displaystyle \pi _{1}(X,x_{0})=[(S^{1},*),(X,x_{0})].}
- Die erste Kohomologiegruppe {\displaystyle H^{1}(X,\mathbb {Z} )} mit Koeffizienten in den ganzen Zahlen ist ein kontravarianter Funktor, der durch die 1-Sphäre {\displaystyle S^{1}} zusammen mit einem der beiden Erzeuger von

{\displaystyle H^{1}(S^{1},\mathbb {Z} )\cong \mathbb {Z} }
dargestellt wird. Allgemein gibt es darstellende Räume {\displaystyle K(\pi ,n)} für die Funktoren {\displaystyle H^{n}({-},\pi )} für beliebige abelsche Gruppen {\displaystyle \pi } und natürliche Zahlen {\displaystyle n}. Sie heißen Eilenberg-MacLane-Räume.